# A szlovák nemzet követelései
A szlovák nemzet követelései (szlovákul: Žiadosti slovenského národa) vagy liptói követelések (szlovákul: Liptovské žiadosti) a szlovák nemzeti mozgalom által az 1848-as forradalom nyomán, az áprilisi törvények szellemében Liptószentmiklóson megfogalmazott politikai program. A szlovákok nemzetként való elismerését és az általuk lakott területeken teljes körű nyelvi jogokat követelte.

## Történelem

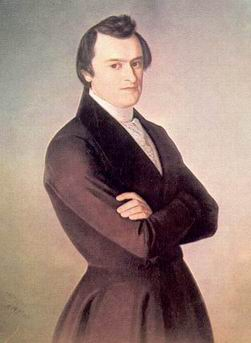
Michal Miloslav Hodža evangélikus lelkész, a szlovák nemzetiségi mozgalom egyik vezére

Elsőként a március 28-ai Liptó vármegyei szlovákok gyűlésén, Liptószentmiklóson adtak hangot a szlovákság követeléseinek. Itt a Michal Miloslav Hodža evangélikus lelkész vezetésével lefolyt gyűlés határozatában szlovák nyelvű megyei igazgatást, bírósági tárgyalásokat és törvényeket, a szlovákok országgyűlési képviseletét, valamint szlovák nyelvű oktatást követelt. Vagyis elsősorban a szlovák nyelv egyenjogúságát és a szlovákság nemzetiségi jogainak elismerését kívánták elérni. A petícióval a vármegyékhez, a nádorhoz és a magyar kormányhoz fordultak támogatásért.
A május 10-11-ei liptószentmiklósi országos gyűlés határozata, mely a Nagymorva Birodalomra hivatkozva formált jogot az egyenrangúságra, a magyarok szemére vetve, hogy őket megalázták, pedig a szlovákok vérükkel védték a Magyar Királyságot. Követelték továbbá Magyarország föderációvá alakítását nemzetiségi alapon, amely államban egy egyetemes, általános választójogon alapuló parlament mellett nemzetiségi gyűlések működtek volna. Szerepel a határozatban a szlovák nyelvű oktatási rendszer, a szlovák vezetésű szlovák nemzetőrség és a szlovák nemzeti színek használatának igénye is. A parasztság védelmében követelték a majorságon ülő jobbágyok felszabadítását és az uraságok által elvett földek visszaadását.
Ezek  követelések elfogadhatatlanok voltak a magyar politikai vezetés számára, és a fő vezetők (Jozef Miloslav Hurban, Hodža és Ľudovít Štúr) ellen elfogatóparancsot adtak ki. Ők Csehországba menekültek, ahol a prágai szláv kongresszuson felvetették követeléseik fegyveres kikényszerítését. A prágai forradalom leverése (június 17.) után támogatókat keresve Hodža Bécsbe, Hurban és Štúr Zágrábba, majd Belgrádba utaztak. Augusztusban megkezdték Bécsben a Szlovák Légió megszervezését és a szeptember közepén Hurban elnökletével megalakult a Szlovák Nemzeti Tanács. Szeptember 18-án megkezdődött a Szlovák felkelés. A délszláv, illetve román nemzetiségi mozgalmakhoz képest ugyanakkor tömegtámogatottságuk kisebb maradt, mivel a szlovák lakosság többsége megelégedett az áprilisi törvények és a Batthyány-kormány felső-magyarországi intézkedéseinek (vetőmagosztás az előző évben éhínség sújtotta megyékben) eredményeivel.